# IIe siècle av. J.-C.
Voir aussi : Liste des siècles, Chiffres romains
Le IIe siècle av. J.-C. commence le 1er janvier 200 av. J.-C. et finit le 31 décembre 101 av. J.-C.

## Événements

### Afrique
- 305-30 av. J.-C. : dynastie des Lagides en Égypte.
- 202-148 av. J.-C. : règne de Massinissa en Numidie, sur un territoire comprenant l’Algérie et le Maroc oriental actuel[1]. Son puissant royaume vend à Rome du blé, des éléphants, des lions et des panthères. Les villes numides s’agrandissent et s’ornent de monuments, les bourgs fortifiés contre les nomades se multiplient. Massinissa possède une flotte et fait battre des monnaies de bronze. Il encourage la sédentarisation des nomades et l’urbanisation. Il diffuse la civilisation punique et les cultes agraires helléniques dans les campagnes. Sa capitale est Cirta (Constantine). Il envoie son blé à Délos et à Athènes (un de ses fils, Mastanabal, triomphe aux Panathénées en 158 av. J.-C.).

- Les scribes de Méroé abandonnent les hiéroglyphes et la langue égyptienne pour inventer un alphabet de vingt-trois signes et écrire dans leur propre langue, qui nous est inconnue[2].
- À partir du IIe siècle av. J.-C., la culture de la vigne et de l’olivier se développe en Afrique du Nord parallèlement à celle du blé[3]. L’élevage des chevaux s’intensifie, mais aussi celui des bovins et des ovins. Le pays fournit un grand nombre de bêtes sauvages pour les jeux du cirque.

### Amérique
- Vers 200 av. J.-C. : développement de Teotihuacan au Mexique. La ville compte 80000 habitant au Ier siècle[4].
- 200 av. J.-C.-700 : dans les zones forestières d’Amérique du Nord, développement de la culture Hopewell, caractérisée par de grandes sépultures, par l’organisation en chefferie et par le développement d’un réseau de communication à longue distance[5].
- 200 av. J.-C.-600 : période horizon moyen au Pérou[6]. Culture Moche. Essor de la civilisation Nazca sur la côte méridionale du Pérou, avec d’immenses géoglyphes dessinant des motifs géométriques et animaliers dans les plaines désertiques[7]. Elle continue les traditions locales de céramiques et de tissus fins. Les céramiques, peintes avant cuisson, montrent des animaux, des oiseaux, des plantes mais aussi des têtes humaines coupées et des corps décapités, motifs que l’on retrouve sur les mystérieux alignements de Nazca. La culture Virú, également appelée Gallinazo, se développe sur la côte nord péruvienne entre l'an 200 av. J.-C. et l'an 300[8]. Tiwanaku et Pucara, occupé par les aymaras, sont les plus puissants États de la région du lac Titicaca entre 200 av. J.-C. et 200[9].
- Vers 150-50 av. J.-C.-700 : la culture inuit okvik se développe en Alaska[10].

### Asie et Pacifique
- 206 av. J.-C.-220 : dynastie Han en Chine.
- Vers 200 av. J.-C. : essor des royaumes grecs (royaume gréco-bactrien et royaumes indo-grecs) du Pendjab et de Bactriane[11].
- Vers 185-73 av. J.-C. : dynastie Shunga en Inde[12]. Construction des Stûpas de Bhârhut et de Sânchî[13].
- Vers 150 av. J.-C. : les îles Marquises sont occupées par des colons Lapita[14].
- 139-126 av. J.-C. : mission du général chinois Zhang Qian en Asie centrale, qui atteste l'ouverture de la route de la soie qui relie la Chine à la Méditerranée. Le commerce des soieries chinoises atteint Rome à partir du Ier siècle av. J.-C.[15].
- 133 av. J.-C.-89 : guerre Han–Xiongnu, série de conflits qui opposent la dynastie chinoise des Han et la confédération nomade des Xiongnu[16].
- 118-116 av. J.-C. : le navigateur Eudoxe de Cyzique se rend deux fois en Inde. Il aurait fait le tour de l’Afrique, du golfe persique à Gadès[17].

- La dernière vague d’émigration malaise en Indonésie introduit des outils et des armes de fer. Les Malais pratiquent la navigation d’îles en îles, et se mêlent à des peuples plus anciens (Négritos, Veddas). Les populations indonésiennes qui résultent du métissage entre les Malais et les peuples plus anciens sont diverses par les types physiques et les langues mais possèdent une entité de civilisation et de religion. Elles travaillent les métaux (or, cuivre, bronze et fer), connaissent l’art du tissage et de la poterie, pratiquent l’irrigation et la riziculture. Elles vivent dans des maisons de bois bien construites, parfois richement sculptées. Cette civilisation pré-hindoue se développe à Sumatra, à Java, à Bali et sur le littoral et les plaines accessibles par les cours d’eau de Kalimantan[18].

### Europe
- IIIe / IIe siècle av. J.-C. : civilisation des oppida définie par Joseph Déchelette, du sud de l'Angleterre jusqu'à l'Europe centrale[19]. Apogée des oppida de Provence et du Languedoc. Remparts de Glanum (Saint-Rémy-de-Provence). Sous l’impulsion de Marseille, une belle cité se développe sur un site indigène groupé autour d’un sanctuaire des eaux (maisons de style délien, temple, nymphée monumental élevé autour de la fontaine miraculeuse, reliefs de marbre). Oppidum de Heidengraben (en), près d'Ulm, le plus grand d'Europe avec 1662 ha.
- IIe siècle av. J.-C.-IVe siècle : cultures de Przeworsk en  Pologne, de Tsaroubintsy dans les steppes boisées du nord de l'Ukraine et de Tcherniakhov en Biélorussie, Moldavie et Ukraine, candidates archéologiques privilégiés pour les origines des Slaves[20].
- Vers 200 av. J.-C. : les Sarmates envahissent la Scythie et les colonies grecques de la Mer Noire avant le début du siècle[21]. Les Scythes se trouvent alors confinés à la Crimée autour de leur récente capitale de Néapolis et sur les cours inférieurs du Dniepr et du Boug. Ils assiègent à plusieurs reprises puis prennent la colonie grecque d’Olbia. Les Scythes s’hellénisent, renoncent à la vie nomade et poursuivent un commerce fructueux avec le monde hellénistique (blé, poisson salé, sel, viandes, laines, peaux, fourrures mais aussi or de l’Altaï et ambre de la Caspienne contre objets de luxe et vins de grand cru).
- 200-49 av. J.-C. : après la seconde guerre punique, Massalia (Marseille), alliée de Rome, réussit à contrôler tout le littoral méditerranéen de la Gaule et de l’Espagne[22].
- 197-179 av. J.-C. : première guerre celtibère.
- Vers 160-121 av. J.-C. : règnes des chefs arvernes Luern (vers 160-130 av. J.-C.) et de son fils Bituitos (vers 130-121 av. J.-C.). Les Arvernes imposent leur hégémonie sur une grande partie de la Gaule puis sont refoulés dans le Massif Central par Rome qui annexe la Gaule transalpine en 121 av. J.-C.[23].
- 155-139 av. J.-C. : guerre lusitanienne (principalement Hispanie du sud).
- 153-133 av. J.-C. : guerre de Numance (nord de l'Hispanie).
- Vers 150-58 av. J.-C. : âge du fer tardif en Grande-Bretagne[24]. Arrivée de peuples belges (Atrébates, Cantiaci, Catuvellauni, Iceni, etc.) dans le sud-est de l'Angleterre[25]. Homogénéité du style de l’art celtique britannique au IIe siècle (fourreaux d’épées et grands boucliers).
- 149-146 av. J.-C. : troisième guerre punique. La République romaine s'empare de Carthage.
- 148 av. J.-C. : à l’issue des guerres de Macédoine, la Macédoine devient province romaine[26].
- 146 av. J.-C. : destruction de Corinthe et de Carthage. La République romaine s'étend tout autour de la Méditerranée.
- 113-105 av. J.-C. : guerre des Cimbres. Des populations germaniques, comme les Cimbres (Kimbri) du Himmerland (Danemark) et les Teutons (Teutones, venus de Thy au Danemark), migrent vers le Sud[27]. Inscriptions ibères du tumulus de Vielle-Aubagnan (Landes).
- Vers 100 av. J.-C. : Posidonios décrit les Helvètes comme un peuple riche en or et pacifique. Ils sont établis en Allemagne du Sud, puis localisés en Suisse par Jules César au Ier siècle av. J.-C.[28].

- Développement du culte d’Isis (déesse universelle) et des dieux égyptiens en Grèce : Attique (attesté au Pirée avant 333), Eubée, Béotie, Délos (Temple des Dieux Égyptiens), Théra, Thessalie, Macédoine[29] et en Asie Mineure (Smyrne, Éphèse, Magnésie du Méandre, Priène)[30].

### Proche-Orient
- 202-195 av. J.-C. : cinquième guerre de Syrie entre Lagides et Séleucides[31].
- 200-142 av. J.-C. : les Séleucides dominent la Judée[32]. Au IIe siècle av. J.-C., apparaissent en Judée deux sectes antagonistes qui s’opposent sur le rituel (date de la Pentecôte) et sur le dogme : les Sadducéens professent un matérialisme et nient la résurrection des morts et la survie de l’âme. Attachés aux biens de ce monde, ils composeraient volontiers avec l’hellénisme. Les Pharisiens vivent dans la rigueur de la Loi mosaïque, observent minutieusement les pratiques. Ils croient aux anges et aux démons et à la résurrection finale des élus (influence des doctrines perses). Ils exercent dès le Ier siècle av. J.-C. une influence spirituelle profonde sur le peuple grâce à leur connaissance de la Loi, leur vie simple et intègre et à leurs écoles[33].
- 167-164 av. J.-C. : révolte des Maccabées en Judée[32].
- 142-63 av. J.-C. : dynastie hasmonéenne en Judée[32].

## Personnages significatifs
- Chefs politiques :
  - Rome :
    - Caton l'Ancien (234 - 149 av. J.-C.), homme politique, écrivain et historien.
    - Lucius Æmilius Paullus Macedonicus (230 - 160 av. J.-C.), général et homme politique.
    - Marcus Claudius Marcellus (209 - 148 av. J.-C.), homme politique.
    - Lucius Mummius Achaicus, général et homme politique.
    - Quintus Caecilius Metellus Macedonicus (188 - 116/115 av. J.-C.), général et homme politique.
    - Appius Claudius Pulcher (186 - 133 av. J.-C.), homme politique.
    - Scipion Émilien (185 - 129 av. J.-C.), général et homme politique.
    - Publius Mucius Scævola (180 - 115 av. J.-C.), homme politique.
    - Tiberius Gracchus (168/163 - 133 av. J.-C.), homme politique.
    - Lucius Caecilius Metellus Delmaticus (162 - 104/103 av. J.-C.), général et homme politique.
    - Caius Marius (157 - 86 av. J.-C.), général et homme politique.
    - Caius Gracchus (154 - 121 av. J.-C.), homme politique.
    - Quintus Caecilius Metellus Numidicus (152 - 91 av. J.-C.), général et homme politique.
    - Quintus Lutatius Catulus (150 - 87 av. J.-C.), général et homme politique.
    - Sylla (138 - 78 av. J.-C.), général et homme politique.

  - Égypte :
    - Ptolémée V (210 - 180 av. J.-C.), règne de 204 à 181 avant J.-C..
    - Ptolémée VI (186 - 145 av. J.-C.), règne de 180 à 145 avant J.-C..
    - Ptolémée VII (? - 144 av. J.-C.), règne de 145 à 144 avant J.-C..
    - Ptolémée VIII (182 - 116 av. J.-C.), règne de 145 à 116 avant J.-C..
    - Ptolémée IX (143/142 - 80 av. J.-C.), règne de 116 à 107 puis de 88 à 80 avant J.-C..
    - Ptolémée X (140/139 - 88 av. J.-C.), règne de 107 à 88 avant J.-C..

  - Chine :
    - Zhao Tuo (230 - 137 av. J.-C.), commandant militaire qui a fondé la dynastie des Triệu.
    - Han Wudi (157 - 87 av. J.-C.), septième empereur de la dynastie Han.
    - Huo Qubing (140 - 117 av. J.-C.), général.
    - Zhang Qian (? - 113 av. J.-C.), diplomate et explorateur.
    - Wei Qing (? - 106 av. J.-C.), général.

  - Autre :
    - Antiochos IV (215 - 164 av. J.-C.), le dernier grand souverain de l'Empire séleucide qui règne de 175 à 164 avant J.-C..
    - Persée (212 - 166 av. J.-C.), dernier roi de la dynastie des Antigonides.
    - Judas Maccabée (? - 160 av. J.-C.), général et chef de la rébellion hasmonéenne.
    - Jonathan (? - 143 av. J.-C.), chef de la rébellion hasmonéenne et premier dirigeant autonome de Judée.
    - Andriscos (185 - 146 av. J.-C.), dernier souverain indépendant de Macédoine.
    - Antiochos VII (164/160 - 128 av. J.-C.), dernier roi de l'empire séleucide uni qui règne de 138 à 128 avant J.-C..
    - Teutobod (? - 102 av. J.-C.), roi des Teutons.
    - Boiorix (? - 101 av. J.-C.), roi des Cimbres.
- Littérature, science et philosophie :
  - Rome :
    - Plaute (254 - 184 av. J.-C.), poète comique et dramaturge.
    - Ennius (239 - 169 av. J.-C.), poète et dramaturge.
    - Pacuvius (220 - 130 av. J.-C.), poète tragique et dramaturge.
    - Térence (190/185 - 159 av. J.-C.), poète comique et dramaturge.
    - Lucilius (180/148 - 1102/101 av. J.-C.), satiriste.
    - Lucius Accius (170 - 85/54 av. J.-C.), poète dramatique.

  - Grèce :
    - Apollonios de Perga (240 - ? av. J.-C.), géomètre et astronome.
    - Diogène de Babylone (240 - 150 av. J.-C.), philosophe.
    - Cratès de Mallos (220 - 140 av. J.-C.), grammairien et philosophe.
    - Carnéade (219 - 128 av. J.-C.), philosophe.
    - Polybe (212/211 - 133 av. J.-C.), historien.
    - Zénodore (200 - 140 av. J.-C.), mathématicien et astronome.
    - Hipparque (190 - 120 av. J.-C.), astronome, géographe et mathématicien.
    - Hypsiclès (190 - 120 av. J.-C.), mathématicien et astronome.
    - Séleucos de Séleucie (190 - 150 av. J.-C.), astronome.
    - Panétios de Rhodes (185 - 110/109 av. J.-C.), philosophe.
    - Apollodore d'Athènes (180 - 120/110 av. J.-C.), Écrivain, grammairien et historien.
    - Moschos (150 - ? av. J.-C.), poète bucolique.
    - Diodore de Tyr (140 - 110 av. J.-C.), philosophe péripatéticien.
    - Posidonios (135 - 51 av. J.-C.), philosophe, géographe, astronome et historien.

  - Chine :
    - Liu An (179 - 122 av. J.-C.), cartographe, géographe et homme politique.
    - Sima Xiangru (179 - 117 av. J.-C.), musicien, poète et écrivain.
    - Sima Qian (145 - 86 av. J.-C.), historien et annaliste.